# FutureSex/LoveShow
FutureSex/LoveShow – jest to światowe tournée Justin Timberlake. Tournée promuje album Timberlake FutureSex/LoveSounds z 2006 roku.

## Lista wykonywanych piosenek
1. "FutureSex/LoveSound" - 10.39
2. "Like I Love You" - 5.09
3. "Let Me Talk to You (Prelude)"/"My Love" - 3.09
4. "Señorita" - 11.20
5. "Sexy Ladies" - 4.30
6. "Until the End of Time" - 5.12
7. "What Goes Around..."/"... Comes Around (Interlude)" - 10.12
8. "Chop Me Up"
Timbaland intermission – 5.03
9. "Rock Your Body" - 8.21
10. "Set the Mood (Prelude)"/Medley: "Gone"/"Take It from Here"/"Last Night" - 17.20
11. "Damn Girl" - 5.00
12. "Summer Love" - 3.20
13. "Losing My Way" - 2.10
14. "Cry Me a River" - 5.00
15. "LoveStoned"/"I Think She Knows (Interlude)" - 4.50
16. "SexyBack"
Encore – 9.10
17. "(Another Song) All Over Again" - 11.20

Czas 120.26